# Hartmut Weber
Hartmut Weber (Kamen, 17 ottobre 1960) è un ex velocista tedesco.

## Palmarès

### Mondiali
- 1 medaglia:
  - 1 argento (Helsinki 1983 nella staffetta 4x400 m)

### Europei
- 2 medaglie:
  - 2 ori (Atene 1982 nei 400 m piani; Atene 1982 nella staffetta 4x400 m)